# Macierz SSCP
Macierz SSCP, macierz sum kwadratów i iloczynów (ang. SSCP matrix, sums of squares and cross products matrix) – macierz używana w statystyce wielowymiarowej w ramach procedury MANOVA do obliczania wartości własnych. Na podstawie owych wartości własnych następnie są obliczane (wykorzystując do tego ślad Pillaia, lambdę Wilksa, ślad Hotellinga-Lawleya lub test Roya) statystyki testowe, które z kolei umożliwiają obliczenie wartości p. Mając obliczoną wartość p podejmowana jest przez badacza decyzja o odrzuceniu lub akceptacji testowanej hipotezy zerowej.
Macierz SSCP stanowi ważną część procedury MANOVA. Obliczana jest na podstawie macierzy kowariancji.